# Alto Verá
Alto Verá é uma distrito do Paraguai, localizado no departamento de Itapúa

## Transporte
O município de Alto Verá é servido pelas seguintes rodovias:
- Caminho em terra ligando a cidade de Edelira ao município de San Pedro del Paraná.
- Caminho em pavimento ligando a cidade ao município de Obligado.
- Caminho em terra ligando a cidade ao município de Itapúa Poty.[1][2][3]